# Laki
Il Laki, o Lakagígar (Crateri di Laki), è una serie di crateri vulcanici situati nell'Islanda meridionale, non lontano dal canyon di Eldgjá e dalla piccola città di Kirkjubæjarklaustur, nel Parco nazionale di Skaftafell.
Il Laki fa a sua volta parte di un sistema vulcanico più vasto, centrato sul vulcano Grímsvötn, che comprende sia il vulcano Katla che il canyon di Eldgjá. Il sistema si sviluppa tra i ghiacciai Mýrdalsjökull e Vatnajökull, e corre da sud-ovest a nord-est.
La prima grande eruzione di Laki di cui si abbia notizia in tempi storici risale al 934 d.C., quando furono espulsi 19,6 chilometri cubi di lava basaltica: si tratta di una delle maggiori eruzioni vulcaniche avvenute sul pianeta nella storia.
Il sistema di Laki è celebre per un'altra eruzione, avvenuta tra il 1783 e il 1784, in cui venne coinvolto anche il vulcano Grímsvötn. Il flusso basaltico generato, secondo alcune stime, ammontò a 14 chilometri cubi di lava; le nubi di diossido di zolfo e di fluoro emesse nel corso dell'evento uccisero più del 50% del bestiame dell'isola, causando una carestia che a sua volta sterminò circa il 25% della popolazione islandese.

## L'eruzione del 1783
L'eruzione ebbe inizio l'8 giugno 1783 con l'apertura di una faglia composta da 130 crateri a causa di esplosioni freatomagmatiche provocate dal contatto tra il magma e l'acqua del sottosuolo. Iniziata con esplosioni di tipo pliniano, l'eruzione si fece meno violenta nei giorni successivi, assumendo caratteristiche prima stromboliane e poi hawaiiane. Altissime fontane di lava cominciarono ad espellere enormi quantità di basalto. L'eruzione venne classificata al sesto livello nell'Indice di esplosività vulcanica (VEI). Le emissioni di aerosol di acido solforico avvenute negli otto mesi successivi provocarono notevoli effetti sul clima e nella società dell'intero emisfero boreale.
Durante l'eruzione, conosciuta in Islanda anche come Skaftáreldar ("fuochi del fiume Skaftá") o Siðueldur, vennero espulsi, secondo alcune stime, 14 km³ di basalto, mentre il volume totale del tephra emesso fu pari a 0,91 km³ . Altre stime affermano che le fontane di lava raggiunsero un'altezza compresa tra 800 e 1.400 metri. La colonna di gas, polveri e cenere raggiunse un'altitudine di circa 15 chilometri, oltrepassando dunque il limite della troposfera, e gli aerosol solforici furono dispersi nell'atmosfera di tutto l'emisfero settentrionale. La foschia e la ricaduta di polveri sulla Gran Bretagna valsero all'estate del 1783 il nome di sand-summer (estate della sabbia).
L'eruzione continuò fino al 7 febbraio 1784, sebbene la maggior parte del basalto fosse stata emessa nei primi cinque mesi dall'inizio dell'evento. Il Grímsvötn continuò ad eruttare fino al 1785. Gli 8 milioni di tonnellate stimate di fluoro gassoso e i 120 milioni di diossido di zolfo emessi nel corso del fenomeno andarono a formare sull'Europa quella che fu chiamata la foschia di Laki.

### Conseguenze in Islanda
L'eruzione ebbe effetti catastrofici in Islanda. Il fluoro contaminò i pascoli, causando fluorosi ossea e dentale negli animali, e uccise più del 50% del bestiame dell'isola. Anche alcuni abitanti furono avvelenati dal fluoro, ma la maggior parte delle vittime tra la popolazione, che fu ridotta del 25%, fu dovuta alla grave carestia che seguì alla morte del bestiame.
Testimone dell'inizio dell'eruzione fu il parroco Jón Steingrímsson. Nei suoi scritti è possibile leggere che gli abitanti della città di Kirkjubæjarklaustur furono sorpresi da un flusso di lava mentre erano riuniti per la messa. La città non venne però investita dalla colata, che iniziò a scorrere non molto distante. Sempre in queste cronache sono riportati gli effetti che i gas emessi dall'eruzione ebbero sulla vegetazione dell'isola:
(Rev. Jón Steingrímsson, Fires of the Earth, The Laki Eruption (1783-1784))

### Conseguenze in Europa
Secondo le stime, 120 milioni di tonnellate di diossido di zolfo furono emesse dall'eruzione nell'atmosfera: quantità equivalente a tre volte le emissioni industriali europee del 2006 o ai gas emessi da un'eruzione come quella del Pinatubo nel 1991 che si ripetesse ogni tre giorni. I gas vulcanici causarono una serie di anomalie meteorologiche su tutto il continente, oltre a creare una densa foschia su tutta l'Europa occidentale, che provocò molte migliaia di morti tra il 1783 e l'inverno del 1784.
L'estate del 1783 fu la più rovente mai registrata fino ad allora su gran parte del continente: un'inusuale area di alta pressione si stabilì sull'Islanda, facendo sì che i venti trasportassero la nube venefica verso sud-est. Questa si diresse dapprima verso la Norvegia; poi si estese sui cieli dell'Europa centrale. Praga e la Boemia furono raggiunte il 17 giugno, Berlino il 18, Parigi il 20, Le Havre il 22 e la Gran Bretagna il 23. La nebbia era così fitta che le navi furono bloccate nei porti, e il Sole acquistò una tonalità rosso sangue.
Il diossido di zolfo non mancò di causare vittime tra la popolazione inglese. Nel Bedfordshire, nel Lincolnshire e lungo la costa orientale dell'isola si ebbe un tasso di mortalità 2-3 volte più alto del normale. In Francia, la città di Chartres registrò 40 morti tra agosto e settembre, soprattutto tra coloro che lavoravano all'aperto. Le vittime totali causate dall'aerosol vulcanico furono, secondo alcune stime, 23.000.
L'aerosol di diossido di zolfo causò un incremento del calore estivo su tutto il continente; violenti temporali e grandinate si abbatterono sulla Gran Bretagna fino all'autunno, in alcuni casi dei quali uccise diversi capi di bestiame. L'inverno che seguì fu uno dei più rigidi nella storia del Paese: la città di Selborne, nell'Hampshire, visse 28 giorni di gelo consecutivi, e 8.000 furono i morti causati dal freddo in tutta la nazione. La Germania e il resto dell'Europa centrale furono teatro di abbondanti nevicate, che, durante il successivo disgelo, causarono disastrose inondazioni..
Gli effetti dell'eruzione del Laki sul clima europeo si fecero sentire anche negli anni successivi. In Francia si ebbe un surplus di raccolto nel 1785, con conseguente caduta dei prezzi dei raccolti, che impoverì i contadini. Seguirono poi siccità, inverni rigidi ed estati pessime. Nel 1788 si verificò una violenta grandinata che devastò le messi. Questa successione di anni con avverse condizioni meteorologiche contribuì ad espandere la povertà e la carestia, che a loro volta possono essere annoverate tra i fattori scatenanti della rivoluzione francese nel 1789. L'eruzione del Laki non fu l'unico evento eccezionale in un decennio di anomalie climatiche: contemporaneamente si verificò anche l'eruzione del Grímsvötn, ed alcuni studiosi aggiungono a tutto ciò la presenza, tra il 1789 e il 1793, di un intenso episodio di El Niño.

### Conseguenze nel Nordamerica
L'inverno del 1784 risultò uno dei più rigidi per il continente, e il più lungo. Il New England visse il suo periodo più lungo di temperature sotto zero; il New Jersey registrò l'accumulo nevoso più consistente mai rilevato fino ad allora e la Baia di Chesapeake rimase gelata per molto tempo; fu allestita una pista di pattinaggio sul ghiaccio a Charleston Harbor. Una violenta tormenta colpì gli Stati più meridionali e addirittura il Mississippi gelò a New Orleans, portando alla comparsa di ghiaccio nel Golfo del Messico.

### Altre conseguenze
Sembra che l'eruzione del Laki abbia influito anche sul clima africano ed asiatico: la circolazione monsonica indiana fu indebolita, e questo portò ad anomalie negative nelle precipitazioni sull'area del Sahel. Il fiume Nilo ridusse drasticamente la sua portata. Le anomalie climatiche potrebbero aver acuito la carestia dell'epoca Tenmei in Giappone.